# 香港特別行政區多次入境許可證
香港特別行政區多次入境許可證（英語：Hong Kong Special Administrative Region Multiple Entry Permit），是由香港入境事務處簽發給台灣華籍居民（英語：Chinese resident of Taiwan）的旅行證件。俗稱橘金本的橘金色外皮多次入境許可證簽發對象為在香港工作或居留的台灣華籍居民，而藍色外皮的台灣來港旅遊多次入境許可證簽發對象為將以訪客身份入境的台灣華籍居民。由於設有戶籍的台灣居民可以憑藉預辦入境登記和中華民國護照以訪客身份單次來港，或使用台胞證以訪客身份多次來港，而無需申領來港旅遊多次入境許可證，現提及多次入境許可證多是指橘金色外皮非以旅遊目的之許可證。

## 歷史
在英屬香港時代，港英政府即對台灣華籍居民簽發香港多次入境許可證。自1997年7月1日香港主權移交起，持有中華民國護照的台灣居民來港旅遊或公幹，會獲簽發一次或多次有效的入境許可證，但如在香港工作或居留，則只會獲得一次性有效的入境許可證。如果他們需要之後再出入香港或申請延長逗留期限，需要出示一份由律師行公證處簽發的「入境身份陳述書」（俗稱「律師紙」），入境處只會在上面加蓋回港簽證、出入境蓋章及延期居留。
自2001年1月29日起，入境處將會為在港工作或居留的台灣華籍居民簽發多次入境許可證，從而使得他們在居港期間可以自由出入香港及可用於在證件上加蓋入境處的各類簽注。

## 申請資格

#### 在港工作、就讀或居留
具有下列全部條件的台灣華籍居民可以申請香港特區多次入境許可證：
1. 獲准在香港工作、就讀或居留
2. 持有可以用於返回台灣的旅行證件，且有效期大於獲准留港期限屆滿之日2個月
3. 除台灣居民來往大陸通行證和香港入境處簽發的入境許可證外，並無持有由台灣當局以外機關簽發的任何旅行證件

#### 來港旅遊
具有下列全部條件的台灣華籍居民可以申請台灣來港旅遊入境許可證：
1. 持有可以用於返回台灣的旅行證件，且有效期大於獲准留港期限屆滿之日2個月
2. 除台灣居民來往大陸通行證香港入境處簽發的入境許可證外，並無持有由台灣當局以外機關簽發的任何旅行證件